# Opava (település)
Opava (németül Troppau, lengyelül Opawa) város Csehország keleti részén.

## Történelem
A várost először 1195-ben említik. 1224-ben városi rangot kapott. Az osztrákok 1742 és 1918 között tartották uralmuk alatt, ekkor Szilézia tartomány székhelye volt Troppau néven, és a Szent Szövetség is itt tartotta egyik kongresszusát. 1938 és 1945 között német megszállás alatt állt, 1945. április 22-e és 24-e között szabadult fel. 1945 és 1973 között 1200 új lakás épült a városban.

## Gazdaság
Opava jelenleg fontos üzleti és gazdasági központ. A város része a kelet-csehországi iparvidéknek.

## Oktatás
A városban egy egyetem működik. Neve: Szilézia Egyetem.

## Kultúra
A város színházát 1805-ben alapították. Az előadások kezdetben német nyelven zajlottak le.
Híres épületek:
- Mária Mennybemenetele templom
- Szentlélek templom
- St. Adalbert-templom
- Boldog Hedvig-templom
- barokkpalota

## Testvértelepülések
- Németország Roth
- Lengyelország Racibórz (1991)
- Szlovákia Liptószentmiklós

## Népesség
A település népessége az elmúlt években az alábbi módon változott:
| Lakosok száma | 16 608 | 42 043 | 49 366 | 42 458 | 62 815 | 58 351 | 57 676 | 56 638 | 55 146 | 55 600 |
|               | 1869   | 1900   | 1921   | 1961   | 1991   | 2011   | 2016   | 2019   | 2021   | 2024   |